# Liste von Burgen, Schlössern und Festungen im Département Loire-Atlantique
Die Liste von Burgen, Schlössern und Festungen im Département Loire-Atlantique listet bestehende und abgegangene Anlagen im Département Loire-Atlantique auf. Das Département zählt zur Region Pays de la Loire in Frankreich.

Wappen des Départements Loire-Atlantique (44)
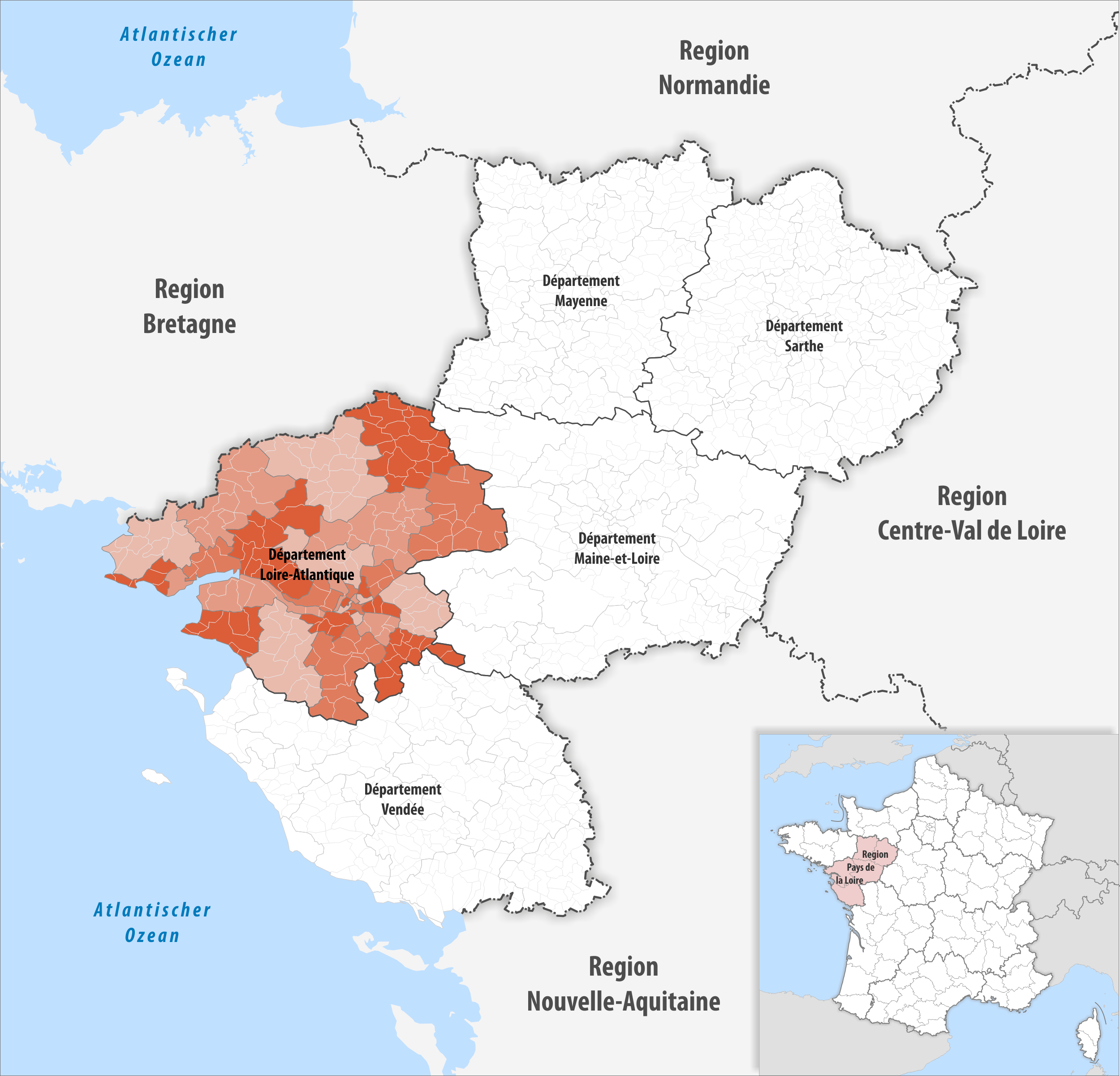
Lage des Départements Loire-Atlantique in der Region Pays de la Loire
Lage der Region Pays de la Loire in Frankreich

## Liste
Bestand am 29. Juli 2021: 136
| Name deu / fra                                                                 | Gemeinde / Lage                        | Typ (Untertyp)                         | Bemerkungen | Bild |
| ------------------------------------------------------------------------------ | -------------------------------------- | -------------------------------------- | --- | ---- |
| Burg Abélard Château d'Abélard                                                 | Le Pallet                              | Burg (Donjon)                          | Ruine |      |
| Burg Ancenis Château d'Ancenis                                                 | Ancenis 47,364367° N, 1,177449° W      | Burg                                   | |      |
| Schloss La Balinière Château de la Balinière                                   | Rezé                                   | Schloss                                | |      |
| Schloss La Bégraisière Château de la Bégraisière                               | Saint-Herblain                         | Schloss                                | |      |
| Burg Blain (Schloss La Groulais)                                               | Blain 47,466971° N, 1,764315° W        | Schloss                                | |      |
| Schloss Bois Chevalier Château de Bois Chevalier                               | Legé 46,912064° N, 1,570919° W         | Schloss                                | |      |
| Schloss Bois-Briand Château de Bois-Briand                                     | Nantes 47,249216° N, 1,494762° W       | Schloss                                | |      |
| Schloss Le Bois-Hue Château du Bois-Hue                                        | Nantes                                 | Schloss                                | |      |
| Schloss Le Bois-Rouaud Château du Bois-Rouaud                                  | Chaumes-en-Retz                        | Schloss                                | |      |
| Schloss La Botinière Château de la Botinière                                   | Vallet                                 | Schloss                                | |      |
| Burg Le Bouffay Château du Bouffay                                             | Nantes 47,214645° N, 1,553326° W       | Burg                                   | Abgegangen, befand sich im Stadtzentrum am Place du Bouffay |      |
| Schloss La Bourgonnière Château de la Bourgonnière                             | Saint-Herblain                         | Schloss                                | |      |
| Schloss Bourmont Château de Bourmont                                           | Vallons-de-l'Erdre                     | Schloss                                | |      |
| Herrenhaus Bréhet Manoir de Bréhet                                             | La Turballe                            | Schloss (Herrenhaus)                   | |      |
| Schloss La Bretesche Château de la Bretesche                                   | Missillac                              | Schloss                                | |      |
| Schloss La Bretonnière Château de la Bretonnière                               | Vigneux-de-Bretagne                    | Schloss                                | |      |
| Schloss Briacé Château de Briacé                                               | Le Landreau                            | Schloss                                | |      |
| Schloss Briord Château de Briord                                               | Port-Saint-Père                        | Schloss                                | |      |
| Schloss Le Buron Château du Buron                                              | Vigneux-de-Bretagne                    | Schloss                                | |      |
| Burg Campbon Château de Campbon                                                | Campbon                                | Burg                                   | Ruine |      |
| Schloss Caratel Château de Caratel                                             | Louisfert                              | Schloss                                | |      |
| Schloss Careil Château de Careil                                               | Guérande                               | Schloss                                | |      |
| Schloss Carheil Château de Carheil                                             | Plessé                                 | Schloss                                | |      |
| Schloss Chalonge Château de Chalonge                                           | Héric                                  | Schloss                                | |      |
| Schloss La Chantrerie Villa de la Chantrerie                                   | Nantes                                 | Schloss (Villa)                        | |      |
| Schloss Chassay Château de Chassay                                             | Sainte-Luce-sur-Loire                  | Schloss                                | |      |
| Schloss Château-Thébaud Château de Château-Thébaud                             | Château-Thébaud                        | Schloss                                | |      |
| Schloss Châteaubriant Château de Châteaubriant                                 | Châteaubriant                          | Schloss                                | |      |
| Schloss La Chauvelière Château de la Chauvelière                               | Joué-sur-Erdre                         | Schloss                                | |      |
| Schloss Chavagne Château de Chavagne                                           | Sucé-sur-Erdre                         | Schloss                                | |      |
| Schloss Le Cleray Château du Cleray (Villa des Clérais)                        | Vallet                                 | Schloss                                | |      |
| Schloss La Classerie Château de la Classerie                                   | Rezé                                   | Schloss                                | |      |
| Schloss Clermont Château de Clermont                                           | Le Cellier                             | Schloss                                | War von 1967 bis 1983 im Besitz von Louis de Funès, dessen Grab sich auch unweit des Schlosses befindet                                                        |      |
| Burg Clisson Château de Clisson                                                | Clisson                                | Burg                                   | Ruine |      |
| Schloss Conquereuil Château de Conquereuil                                     | Conquereuil                            | Schloss                                | |      |
| Schloss La Courosserie Château de la Courosserie (Courocerie)                  | Héric                                  | Schloss                                | |      |
| Schloss Les Dervallières Château des Dervallières                              | Nantes                                 | Schloss                                | Ruine |      |
| Schloss La Desnerie Château de la Desnerie                                     | La Chapelle-sur-Erdre                  | Schloss                                | |      |
| Herrenhaus La Dixmerie Manoir de la Dixmerie                                   | Le Loroux-Bottereau                    | Schloss (Herrenhaus)                   | |      |
| Schloss Les Dorices Château des Dorices                                        | Vallet                                 | Schloss                                | |      |
| Schloss Dréneuf Château de Dréneuf                                             | Héric                                  | Schloss                                | |      |
| Schloss L’Épinay Château de l'Épinay                                           | Carquefou                              | Schloss                                | |      |
| Schloss L’Escuray Logis seigneurial de l'Escuray                               | Prinquiau                              | Schloss (Herrschaftliches Wohngebäude) | |      |
| Schloss La Ferté Château de la Ferté                                           | Vallet                                 | Schloss                                | |      |
| Schloss Le Fort Château du Fort                                                | Nantes                                 | Schloss                                | Heute von Dominikanerinnen bewohnt |      |
| Schloss La Frémoire Château de la Frémoire                                     | Vertou                                 | Schloss                                | |      |
| Schloss La Freudière Château de la Freudière                                   | La Chevrolière                         | Schloss                                | |      |
| Schloss Fromenteau Château de Fromenteau                                       | Vallet                                 | Schloss                                | |      |
| Schloss La Galissonnière Château de la Galissonnière                           | Le Pallet                              | Schloss                                | |      |
| Schloss La Gascherie Château de la Gascherie                                   | La Chapelle-sur-Erdre                  | Schloss                                | |      |
| Schloss La Gaudinière Château de la Gaudinière                                 | Nantes                                 | Schloss                                | |      |
| Schloss Gesvres Château de Gesvres                                             | Treillières                            | Schloss                                | |      |
| Herrenhaus La Gibraye Folie de la Gibraye                                      | Saint-Sébastien-sur-Loire              | Schloss (Herrenhaus)                   | |      |
| Burg Gilles de Rais Château de Gilles de Rais                                  | Machecoul                              | Burg                                   | Ruine |      |
| Schloss La Gobinière Château de la Gobinière                                   | Orvault                                | Schloss                                | |      |
| Schloss Goulaine Château de Goulaine                                           | Haute-Goulaine                         | Schloss                                | |      |
| Schloss La Gournerie Château de la Gournerie                                   | Saint-Herblain                         | Schloss                                | |      |
| Burg Le Goust Château du Goust                                                 | Malville                               | Burg                                   | Ruine |      |
| Schloss Le Grand-Blottereau Château du Grand-Blottereau                        | Nantes                                 | Schloss                                | |      |
| Schloss Granville Château de Granville                                         | Port-Saint-Père                        | Schloss                                | |      |
| Schloss La Guibourgère Château de la Guibourgère                               | Teillé                                 | Schloss                                | |      |
| Schloss Le Haut-Gesvres Château du Haut-Gesvres                                | Treillières                            | Schloss                                | |      |
| Herrenhaus La Hautière Manoir de la Hautière                                   | Nantes                                 | Schloss (Herrenhaus)                   | |      |
| Schloss La Haye-Tessante Château de la Haye-Tessante                           | Vallet                                 | Schloss                                | |      |
| Herrenhaus La Hélardière Manoir de la Hélardière                               | Donges                                 | Schloss (Herrenhaus)                   | |      |
| Schloss Ker Aulen Château de Ker Aulen                                         | Frossay                                | Schloss                                | |      |
| Herrenhaus Kerpondarmes Manoir de Kerpondarmes                                 | Guérande                               | Schloss (Herrenhaus)                   | |      |
| Herrenhaus Kersalio Manoir de Kersalio                                         | Guérande                               | Schloss (Herrenhaus)                   | Ruine |      |
| Herrenhaus Kervaudu Manoir de Kervaudu                                         | Le Croisic                             | Schloss (Herrenhaus)                   | |      |
| Schloss Kervy Château de Kervy                                                 | Saint-Lyphard                          | Schloss                                | |      |
| Schloss Launay Château de Launay                                               | Sucé-sur-Erdre                         | Schloss                                | |      |
| Schloss Lauvergnac Château de Lauvergnac                                       | La Turballe                            | Schloss                                | |      |
| Schloss Lucinière Château de Lucinière                                         | Joué-sur-Erdre                         | Schloss                                | |      |
| Burg Machecoul Château de Machecoul (Gilles de Rais)                           | Machecoul-Saint-Même                   | Burg                                   | Ruine |      |
| Schloss La Madeleine Château de la Madeleine                                   | Loireauxence                           | Schloss                                | |      |
| Schloss Maubreuil Château de Maubreuil                                         | Carquefou                              | Schloss                                | |      |
| Schloss La Mazure Château de la Mazure                                         | Divatte-sur-Loire                      | Schloss                                | |      |
| Schloss Mercœur Château Mercœur                                                | Indre                                  | Schloss                                | |      |
| Schloss La Mercredière Château de la Mercredière                               | Le Pallet                              | Schloss                                | |      |
| Herrenhaus La Meslerie Gentilhommière de la Meslerie                           | Saint-Julien-de-Concelles              | Schloss (Herrenhaus)                   | |      |
| Schloss Montreuil Château de Montreuil                                         | Nort-sur-Erdre                         | Schloss                                | |      |
| Schloss La Morlière Château de la Morlière                                     | Orvault                                | Schloss                                | |      |
| Burg La Motte-Glain Château de la Motte-Glain                                  | La Chapelle-Glain                      | Burg                                   | |      |
| Schloss Nantes Château des ducs de Bretagne (Schloss der Herzöge der Bretagne) | Nantes                                 | Schloss                                | Stark befestigte Schlossanlage der bretonischen Herzöge ab dem 13. Jahrhundert, wurde im 16. Jahrhundert zur Residenz der französischen Könige in der Bretagne |      |
| Schloss La Noë Bel-Air Château de la Noë Bel-Air                               | Vallet                                 | Schloss                                | |      |
| Schloss L’Oiselinière Château de l'Oiselinière                                 | Gorges                                 | Schloss (Weingut)                      | |      |
| Herrenhaus L’Orgeraie Manoir de l'Orgeraie                                     | Rougé                                  | Schloss (Herrenhaus)                   | |      |
| Burg Oudon Château d'Oudon                                                     | Oudon                                  | Burg                                   | |      |
| Herrenhaus La Paclais Manoir de la Paclais                                     | Saint-Herblain                         | Schloss (Herrenhaus)                   | |      |
| Schloss La Persagotière Château de la Persagotière                             | Nantes                                 | Schloss                                | |      |
| Herrenhaus La Petite-Haie Manoir de la Petite-Haie                             | Grand-Auverné                          | Schloss (Herrenhaus)                   | |      |
| Schloss La Pinelais Château de la Pinelais                                     | Saint-Père-en-Retz                     | Schloss                                | |      |
| Burg Pirmil Château de Pirmil                                                  | Nantes 47,197829° N, 1,542819° W       | Burg                                   | Abgegangen, befand sich am heutigen Place Pirmil |      |
| Herrenhaus La Placelière Manoir de la Placelière                               | Château-Thébaud                        | Schloss (Herrenhaus)                   | |      |
| Schloss Le Plessis Château du Plessis                                          | Casson                                 | Schloss                                | |      |
| Schloss Le Plessis Château du Plessis                                          | Pont-Saint-Martin                      | Schloss                                | |      |
| Schloss Le Plessis Château du Plessis                                          | Saint-Aubin-des-Châteaux               | Schloss                                | |      |
| Schloss Le Plessis-Brézot Château Le Plessis-Brézot                            | Monnières 47,12595° N, 1,346482° W     | Schloss                                | |      |
| Schloss Le Plessis-Guéry Château du Plessis-Guéry                              | Le Pallet                              | Schloss                                | |      |
| Schloss Le Plessis-Tison Château du Plessis-Tison                              | Nantes                                 | Schloss                                | |      |
| Schloss Le Plessis-de-Vair Château du Plessis-de-Vair                          | Vair-sur-Loire                         | Schloss                                | |      |
| Schloss Le Plessis-Mareil Château du Plessis-Mareil                            | Saint-Viaud                            | Schloss                                | |      |
| Schloss La Pommeraie Château de la Pommeraie                                   | Vallet                                 | Schloss                                | |      |
| Schloss Pordor Château de Pordor                                               | Avessac                                | Schloss                                | |      |
| Burg Pornic Château de Pornic                                                  | Pornic                                 | Burg                                   | |      |
| Schloss Portillon Château de Portillon                                         | Vertou                                 | Schloss                                | |      |
| Schloss La Poterie Château de la Poterie                                       | La Chapelle-sur-Erdre                  | Schloss                                | |      |
| Schloss Princé Château de Princé                                               | Chaumes-en-Retz                        | Schloss                                | Ruine |      |
| Schloss Quéhillac Château de Quéhillac                                         | Bouvron                                | Schloss                                | |      |
| Schloss La Rairie Château de la Rairie                                         | Pont-Saint-Martin                      | Schloss                                | |      |
| Burg Ranrouët Château de Ranrouët                                              | Herbignac                              | Burg                                   | Ruine |      |
| Burg Retail Château de Retail                                                  | Legé                                   | Burg                                   | |      |
| Schloss Le Roty Château du Roty (Domaine du Roty)                              | Saint-Herblon 47,40857° N, 1,082092° W | Schloss                                | Weingut |      |
| Burg Saint-Clair Château Saint-Clair                                           | Derval                                 | Burg (Turm)                            | Ruine |      |
| Schloss Saint-Mars-de-Coutais Château de Saint-Mars-de-Coutais                 | Saint-Mars-de-Coutais                  | Schloss                                | |      |
| Schloss Saint-Mars-la-Jaille Château de Saint-Mars-la-Jaille                   | Vallons-de-l'Erdre                     | Schloss                                | |      |
| Schloss La Sébinière Château de la Sébinière                                   | Le Pallet                              | Schloss                                | |      |
| Schloss La Seilleraye Château de la Seilleraye                                 | Carquefou                              | Schloss                                | |      |
| Schloss La Sénaigerie Logis de la Sénaigerie                                   | Bouaye                                 | Schloss (Wohngebäude)                  | |      |
| Schloss Souché Château de Souché                                               | Saint-Aignan-Grandlieu                 | Schloss                                | |      |
| Schloss Tesson Château de Tesson                                               | Guérande                               | Schloss                                | |      |
| Schloss Thouaré Château de Thouaré                                             | Thouaré-sur-Loire                      | Schloss                                | |      |
| Schloss La Touche Logis de la Touche                                           | La Limouzinière                        | Schloss                                | |      |
| Herrenhaus La Touche Manoir de la Touche                                       | Nantes                                 | Schloss (Herrenhaus)                   | |      |
| Schloss La Touche Château de la Touche                                         | Nozay                                  | Schloss                                | |      |
| Schloss La Tour Château de la Tour                                             | Orvault                                | Schloss                                | |      |
| Schloss Treil Château de Treil                                                 | Machecoul-Saint-Même                   | Schloss                                | |      |
| Schloss Trévaly Château de Trévaly                                             | La Turballe                            | Schloss                                | |      |
| Schloss Tuloc Château de Tuloc                                                 | Guérande                               | Schloss (Herrenhaus)                   | |      |
| Schloss Vénérand Château de Vénérand                                           | Vallet                                 | Schloss                                | |      |
| Burg Vieille Cour Château de Vieille Cour                                      | Oudon                                  | Burg                                   | Ruine |      |
| Herrenhaus La Vignette Manoir de la Vignette                                   | Le Cellier                             | Schloss (Herrenhaus)                   | |      |
| Schloss La Villejégu Château de la Villejégu                                   | Couffé                                 | Schloss                                | |      |
| Schloss Villeneuve Château de Villeneuve                                       | Guérande                               | Schloss                                | |      |
| Schloss La Vrillière Château de la Vrillière                                   | Divatte-sur-Loire                      | Schloss                                | |      |
| Schloss Yseron Château d'Yseron                                                | Vallet                                 | Schloss                                | |      |